# Inés de la Torre
Inés de la Torre, nacida Inés Enríquez Tavera de Saavedra, fue una cortesana francesa. Sirvió como primera dama de honor de la reina Ana de Austria desde 1615 hasta 1618. 

## Biografía
Hija de Juan de Saavedra el Turquillo, contrajo matrimonio el Per Afán de Ribera y Guzmán, señor de la Torre de la Reina. 